# سسک نیزار خوزی
سیک نیزار خوزی یا سسک نیزار بصره (نام علمی: Acrocephalus griseldis) یک سسک از سردهٔ سسک‌های نیزار است. این یک زادآور بومی در جنوب غرب ایران، شرق و جنوب عراق، کویت و اسرائیل در بسترهای گسترده پاپیروس و نیزار است. به آسانی با سسک نیزار بزرگ اشتباه گرفته می‌شود، اما کمی کوچکتر است، زیرتنه سفیدتر است و نوک باریک‌تر، بلندتر و نوک تیزتر دارد. در شرق آفریقا زمستان را می‌گذرد. این یک گونه سرگردان بسیار نادر در اروپا است. ندای آن یک «چار» خشن است، عمیق‌تر از صدای یک سسک نیزار است.
در پوشش گیاهی آبزی درون یا پیرامون آب‌های کم‌عمق، شیرین یا شور، ساکن یا جاری، عمدتاً در نیزارهای انبوه یافت می‌شود. هنگام مهاجرت یا زمستان‌گذرانی در بیشه‌ها و بوته‌زارها یافت می‌شود.
در سال ۲۰۰۷، این گونه به عنوان یک پرنده زادآور در شمال اسرائیل کشف شد.
به دلیل زهکشی تالاب‌های میان‌رودان در دهه ۱۹۸۰ و ۱۹۹۰ و پیامد آن تقریباً نابودی زیستگاه بومی آن، سسک نیزار خوزی (بصره) یک گونه در خطر انقراض به‌شمار می‌رود.